# Lista di domini di primo livello
Questo è l'elenco alfabetico di tutti i domini Internet di primo livello attualmente in uso, assegnati dalla Internet Assigned Numbers Authority (IANA) che li suddivide in tre tipi differenti:
- Domini di primo livello nazionali (country-code top-level domain o ccTLD): usati da uno Stato o una dipendenza territoriale e costituiti da due lettere;
- Domini di primo livello generici (generic top-level domain o gTLD): usati da particolari classi di organizzazioni (per esempio, com per le organizzazioni commerciali) e costituiti da tre o più lettere. La maggior parte dei gTLD sono disponibili in tutto il mondo, ma per ragioni storiche gov, mil e edu sono riservati rispettivamente al governo, all'esercito e agli enti educativi statunitensi;
- Domini di primo livello infrastrutturali (infrastructure top-level domain): il dominio di primo livello arpa è l'unico di questo tipo attualmente esistente.

## Domini generici
| gTLD    | Tipo                                        | Note |
| ------- | ------------------------------------------- | --- |
| .aero   | industria dei trasporti aerei               | Deve essere verificata l'ammissibilità di registrazione; solo le entità di varie categorie di trasporto aereo si possono registrare. |
| .asia   | Regione Asia-Pacifico                       | Si tratta di un TLD per le imprese, le organizzazioni e gli individui con sede nella regione di Asia, Australia e Pacifico. |
| .biz    | business                                    | Questo è un TLD, qualsiasi persona fisica o giuridica è autorizzata a registrare, tuttavia, le registrazioni possono essere impugnate in seguito, se non vi è conformità tra l'entità commerciale e il contratto del dominio.                                                  |
| .cat    | Catalogna                                   | Questo è un TLD per siti in lingua catalana o riguardanti la cultura catalana. |
| .com    | commerciale                                 | Questo è un TLD aperto; a qualsiasi persona o entità è permessa la registrazione. |
| .coop   | cooperative                                 | Il TLD .coop è limitato alle cooperative definite dai Principi di Rochdale. |
| .edu    | educativo                                   | Il TLD .edu è limitato ad accreditati istituzioni postsecondari (solitamente i 2-4 anni dei college e università negli Stati Uniti, ultimamente sempre di più all'estero, ad esempio, Australia e Cina).                                                                       |
| .food   | commerciale                                 | Questo è un TLD aperto; a qualsiasi persona o entità è permessa la registrazione. |
| .gov    | governativo                                 | Il TLD .gov è limitato a enti e agenzie governative. |
| .info   | informazioni                                | Questo è un TLD aperto; a qualsiasi persona o entità è permessa la registrazione. |
| .int    | organizzazioni internazionali               | Il TLD .int è strettamente limitato alle organizzazioni, uffici, e programmi che sono approvate da una trattativa tra due o più nazioni. |
| .jobs   | compagnie                                   | Il TLD .jobs è stato progettato per essere aggiunto dopo i nomi delle imprese che pubblicizzano posti di lavoro. In questo momento, i proprietari di un dominio "company.jobs" non sono autorizzati a pubblicare posti di lavoro per terzi.                                    |
| .mil    | United States Armed Forces                  | Il TLD .mil è limitato all'uso dai militari degli Stati Uniti. |
| .mobi   | dispositivi portatili                       | Devono essere utilizzati per i dispositivi mobili compatibili con i siti in conformità con le normative. |
| .museum | musei                                       | Deve essere verificato che sia un museo legittimo. |
| .name   | individuali (nome)                          | Questo è un TLD aperto; a qualsiasi persona o entità è permessa la registrazione, tuttavia, le registrazioni possono essere impugnati in seguito, se non vi è conformità tra l'individuo (o il proprietario) e il contratto del dominio.                                       |
| .net    | network                                     | Questo è un TLD aperto; a qualsiasi persona o entità è permessa la registrazione. |
| .org    | organizzazione                              | Questo è un TLD aperto; a qualsiasi persona o entità è permessa la registrazione. |
| .pro    | professioni                                 | Attualmente, il TLD .pro è riservato per la licenza o il certificato di avvocati, commercialisti, medici e ingegneri in Francia, Canada, Regno Unito e gli Stati Uniti. Un professionista in cerca di un dominio .pro deve fornire un registro con le credenziali appropriate. |
| .tel    | servizi di comunicazione internet           | |
| .travel | viaggi e turismo collegati con altri siti   | Deve essere verificata la legittimità dell'entità. |
| .win    | videogiochi online                          | |
| .xxx    | siti che trattano di erotismo o pornografia | |
| .xyz    | commerciale                                 | |

## Domini nazionali
| ccTLD | Paese/Regione                             | Note |
| ----- | ----------------------------------------- | --- |
| .ac   | Isola di Ascensione                       | |
| .ad   | Andorra                                   | |
| .ae   | Emirati Arabi Uniti                       | |
| .af   | Afghanistan                               | |
| .ag   | Antigua e Barbuda                         | |
| .ai   | Anguilla                                  | |
| .al   | Albania                                   | |
| .am   | Armenia                                   | |
| .an   | Antille Olandesi                          | |
| .ao   | Angola                                    | |
| .aq   | Antartide                                 | Definita nel Trattato Antartico come l'insieme delle terre situate a sud del 60º parallelo sud.                                                       |
| .ar   | Argentina                                 | |
| .as   | Samoa Americane                           | |
| .at   | Austria                                   | |
| .au   | Australia                                 | Include le Isole Ashmore e Cartier e Isole del Mar dei Coralli.                                                                                       |
| .aw   | Aruba                                     | |
| .ax   | Isole Åland                               | |
| .az   | Azerbaigian                               | |
| .ba   | Bosnia ed Erzegovina                      | |
| .bb   | Barbados                                  | |
| .bd   | Bangladesh                                | |
| .be   | Belgio                                    | |
| .bf   | Burkina Faso                              | |
| .bg   | Bulgaria                                  | |
| .bh   | Bahrein                                   | |
| .bi   | Burundi                                   | |
| .bj   | Benin                                     | |
| .bm   | Bermuda                                   | |
| .bn   | Brunei                                    | |
| .bo   | Bolivia                                   | |
| .br   | Brasile                                   | |
| .bs   | Bahamas                                   | |
| .bt   | Bhutan                                    | |
| .bv   | Isola Bouvet                              | Non in uso (dipendenza norvegese; vedi .no). |
| .bw   | Botswana                                  | |
| .by   | Bielorussia                               | |
| .bz   | Belize                                    | |
| .ca   | Canada                                    | |
| .cc   | Isole Cocos (Keeling)                     | (Territorio australiano: da non confondere con le isole Cocos di Guam).                                                                               |
| .cd   | RD del Congo                              | Ex Zaire, o Congo Kinshasa. |
| .cf   | Rep. Centrafricana                        | |
| .cg   | Rep. del Congo                            | |
| .ch   | Svizzera                                  | (Confœderatio Helvetica) |
| .ci   | Costa d'Avorio                            | |
| .ck   | Isole Cook                                | |
| .cl   | Cile                                      | La registrazione del dominio richiede la presenza in Cile.                                                                                            |
| .cm   | Camerun                                   | |
| .cn   | Cina                                      | Solo per la Repubblica popolare cinese; Hong Kong e Macao hanno un TLD separato.                                                                      |
| .co   | Colombia                                  | |
| .cr   | Costa Rica                                | |
| .cu   | Cuba                                      | |
| .cv   | Capo Verde                                | |
| .cx   | Isola di Natale                           | |
| .cy   | Cipro                                     | |
| .cz   | Rep. Ceca                                 | |
| .de   | Germania                                  | (Deutschland) |
| .dj   | Gibuti                                    | |
| .dk   | Danimarca                                 | |
| .dm   | Dominica                                  | |
| .do   | Rep. Dominicana                           | |
| .dz   | Algeria                                   | (Dzayer) |
| .ec   | Ecuador                                   | |
| .ee   | Estonia                                   | (Eesti) Disponibile solo per marchi registrati e imprese dell'Estonia.                                                                                |
| .eg   | Egitto                                    | |
| .eh   | Sahara Occidentale                        | .eh è riservato per il Sahara occidentale, ma non è utilizzato per la situazione politica di quella terra.                                            |
| .er   | Eritrea                                   | |
| .es   | Spagna                                    | (España) |
| .et   | Etiopia                                   | |
| .eu   | Europa                                    | Limitata alle sole istituzioni, aziende, singoli individui e Unione europea (o in altre regioni d'oltremare o autonomi di paesi terzi).               |
| .fi   | Finlandia                                 | |
| .fj   | Figi                                      | |
| .fk   | Isole Falkland                            | |
| .fm   | Micronesia                                | Usato per alcuni siti web di radio, situati al di fuori della Micronesia.                                                                             |
| .fo   | Fær Øer                                   | |
| .fr   | Francia                                   | Può essere utilizzata solo da organizzazioni o persone con una presenza in Francia (compresi territori d'oltremare).                                  |
| .ga   | Gabon                                     | |
| .gb   | Regno Unito                               | raramente utilizzato; il ccTLD primario usato è .uk per il Regno Unito.                                                                               |
| .gd   | Grenada                                   | |
| .ge   | Georgia                                   | |
| .gf   | Guyana francese                           | (vedi anche .fr). |
| .gg   | Guernsey                                  | |
| .gh   | Ghana                                     | |
| .gi   | Gibilterra                                | |
| .gl   | Groenlandia                               | |
| .gm   | Gambia                                    | |
| .gn   | Guinea                                    | |
| .gp   | Guadalupa                                 | Ancora utilizzati per le isole di Saint-Barthélemy e Saint-Martin (vedi anche .fr).                                                                   |
| .gq   | Guinea Equatoriale                        | |
| .gr   | Grecia                                    | |
| .gs   | Georgia del Sud e Isole Sandwich Australi | |
| .gt   | Guatemala                                 | |
| .gu   | Guam                                      | |
| .gw   | Guinea-Bissau                             | |
| .gy   | Guyana                                    | |
| .hk   | Hong Kong                                 | Regione amministrativa speciale della repubblica popolare cinese.                                                                                     |
| .hm   | Isole Heard e McDonald                    | |
| .hn   | Honduras                                  | |
| .hr   | Croazia                                   | (Hrvatska) |
| .ht   | Haiti                                     | |
| .hu   | Ungheria                                  | |
| .id   | Indonesia                                 | |
| .ie   | Irlanda                                   | (Éire) Disponibile solo per l'Irlanda per marchi registrati e imprese. Le società straniere possono registrare il dominio se hanno affari in Irlanda. |
| .il   | Israele                                   | |
| .im   | Isola di Man                              | |
| .in   | India                                     | Sotto INRegistry dal mese di aprile 2005 (ad eccezione di: gov.in, mil.in, ac.in, edu.in, res.in).                                                    |
| .io   | Territorio britannico dell'Oceano Indiano | |
| .iq   | Iraq                                      | |
| .ir   | Iran                                      | |
| .is   | Islanda                                   | |
| .it   | Italia                                    | Riservato ad aziende e privati nell'Unione europea.                                                                                                   |
| .je   | Jersey                                    | |
| .jm   | Giamaica                                  | |
| .jo   | Giordania                                 | |
| .jp   | Giappone                                  | |
| .ke   | Kenya                                     | |
| .kg   | Kirghizistan                              | |
| .kh   | Cambogia                                  | (Khmer, ex Kâmpŭchea) |
| .ki   | Kiribati                                  | |
| .km   | Comore                                    | |
| .kn   | Saint Kitts e Nevis                       | |
| .kp   | Corea del Nord                            | Conosciuto anche come Repubblica Popolare Democratica di Corea.                                                                                       |
| .kr   | Corea del Sud                             | |
| .kw   | Kuwait                                    | |
| .ky   | Isole Cayman                              | |
| .kz   | Kazakistan                                | |
| .la   | Laos                                      | (Attualmente è commercializzato come il dominio non ufficiale di Los Angeles).                                                                        |
| .lb   | Libano                                    | I domini devono essere registrati da una società in Libano.                                                                                           |
| .lc   | Saint Lucia                               | |
| .li   | Liechtenstein                             | |
| .lk   | Sri Lanka                                 | |
| .lr   | Liberia                                   | |
| .ls   | Lesotho                                   | |
| .lt   | Lituania                                  | |
| .lu   | Lussemburgo                               | |
| .lv   | Lettonia                                  | |
| .ly   | Libia                                     | |
| .ma   | Marocco                                   | |
| .mc   | Monaco                                    | |
| .md   | Moldavia                                  | |
| .me   | Montenegro                                | |
| .mg   | Madagascar                                | |
| .mh   | Isole Marshall                            | |
| .mk   | Macedonia                                 | |
| .ml   | Mali                                      | |
| .mm   | Birmania                                  | |
| .mn   | Mongolia                                  | |
| .mo   | Macao                                     | Regione amministrativa speciale della Repubblica popolare cinese.                                                                                     |
| .mp   | Isole Marianne Settentrionali             | |
| .mq   | Martinica                                 | (vedi anche .fr). |
| .mr   | Mauritania                                | |
| .ms   | Montserrat                                | |
| .mt   | Malta                                     | |
| .mu   | Mauritius                                 | |
| .mv   | Maldive                                   | |
| .mw   | Malawi                                    | |
| .mx   | Messico                                   | |
| .my   | Malaysia                                  | I domini devono essere registrati da una società in Malaysia.                                                                                         |
| .mz   | Mozambico                                 | |
| .na   | Namibia                                   | |
| .nc   | Nuova Caledonia                           | (vedi anche .fr). |
| .ne   | Niger                                     | |
| .nf   | Isola Norfolk                             | |
| .ng   | Nigeria                                   | |
| .ni   | Nicaragua                                 | |
| .nl   | Paesi Bassi                               | (Nederland) Primo TLD assegnato ad un paese. |
| .no   | Norvegia                                  | I domini devono essere registrati da una società in Norvegia.                                                                                         |
| .np   | Nepal                                     | |
| .nr   | Nauru                                     | |
| .nu   | Niue                                      | Comunemente usato per siti web danesi, nederlandesi e svedesi, poiché nelle rispettive lingue nu significa adesso.                                    |
| .nz   | Nuova Zelanda                             | |
| .om   | Oman                                      | |
| .pa   | Panama                                    | |
| .pe   | Perù                                      | |
| .pf   | Polinesia francese                        | Con Clipperton (vedi anche .fr). |
| .pg   | Papua Nuova Guinea                        | |
| .ph   | Filippine                                 | |
| .pk   | Pakistan                                  | |
| .pl   | Polonia                                   | |
| .pm   | Saint-Pierre e Miquelon                   | |
| .pn   | Isole Pitcairn                            | |
| .pr   | Porto Rico                                | |
| .ps   | Palestina                                 | PA controllata da Cisgiordania e Striscia di Gaza. |
| .pt   | Portogallo                                | Disponibile solo per i marchi registrati e le imprese portoghesi.                                                                                     |
| .pw   | Palau                                     | |
| .py   | Paraguay                                  | |
| .qa   | Qatar                                     | |
| .re   | La Riunione                               | (vedi anche .fr) |
| .ro   | Romania                                   | |
| .rs   | Serbia                                    | (vedi anche ex .yu ancora in uso). |
| .ru   | Russia                                    | (vedi anche ex .su ancora in uso). |
| .rw   | Ruanda                                    | |
| .sa   | Arabia Saudita                            | |
| .sb   | Isole Salomone                            | |
| .sc   | Seychelles                                | |
| .sd   | Sudan                                     | |
| .se   | Svezia                                    | |
| .sg   | Singapore                                 | |
| .sh   | Sant'Elena, Ascensione e Tristan da Cunha | |
| .si   | Slovenia                                  | |
| .sj   | Svalbard e Jan Mayen                      | Non in uso (dipendenza norvegese; vedi .no). |
| .sk   | Slovacchia                                | Riservato ad aziende e privati residenti in Slovacchia.                                                                                               |
| .sl   | Sierra Leone                              | |
| .sm   | San Marino                                | |
| .sn   | Senegal                                   | |
| .so   | Somalia                                   | |
| .sr   | Suriname                                  | |
| .ss   | Sudan del Sud                             | |
| .st   | São Tomé e Príncipe                       | Spesso utilizzato non ufficialmente per l'Alto Adige (Südtirol).                                                                                      |
| .su   | ex Unione Sovietica                       | Ancora in uso. |
| .sv   | El Salvador                               | |
| .sy   | Siria                                     | |
| .sz   | eSwatini                                  | |
| .tc   | Turks e Caicos                            | |
| .td   | Ciad                                      | |
| .tf   | Terre Australi e Antartiche Francesi      | Raramente utilizzato (vedi anche .fr). |
| .tg   | Togo                                      | |
| .th   | Thailandia                                | |
| .tj   | Tagikistan                                | |
| .tk   | Tokelau                                   | Utilizzato anche come servizio gratuito di dominio pubblico.                                                                                          |
| .tl   | Timor Est                                 | Il vecchio codice .tp è ancora in uso. |
| .tm   | Turkmenistan                              | |
| .tn   | Tunisia                                   | |
| .to   | Tonga                                     | Spesso usato non ufficialmente per BitTorrent, Torino, Toronto o Tokyo.                                                                               |
| .tp   | Timor Est                                 | Codice ISO cambiato in .tl ma il codice .tp è ancora in uso.                                                                                          |
| .tr   | Turchia                                   | |
| .tt   | Trinidad e Tobago                         | |
| .tv   | Tuvalu                                    | Molto usato dalle emittenti televisive. Venduti domini anche per pubblicità.                                                                          |
| .tw   | Taiwan                                    | Usato per la Repubblica di Cina (Taiwan). |
| .tz   | Tanzania                                  | |
| .ua   | Ucraina                                   | |
| .ug   | Uganda                                    | |
| .uk   | Regno Unito                               | |
| .us   | Stati Uniti                               | Comunemente utilizzato dagli stati federati e dai governi locali invece del TLD .gov.                                                                 |
| .uy   | Uruguay                                   | |
| .uz   | Uzbekistan                                | |
| .va   | Città del Vaticano                        | |
| .vc   | Saint Vincent e Grenadine                 | |
| .ve   | Venezuela                                 | |
| .vg   | Isole Vergini Britanniche                 | |
| .vi   | Isole Vergini Americane                   | |
| .vn   | Vietnam                                   | |
| .vu   | Vanuatu                                   | |
| .wf   | Wallis e Futuna                           | (vedi anche .fr). |
| .ws   | Samoa                                     | (ex Western Samoa) |
| .ye   | Yemen                                     | |
| .yt   | Mayotte                                   | (vedi anche .fr). |
| .yu   | Jugoslavia                                | Ora usati per Serbia e Montenegro. |
| .za   | Sudafrica                                 | (Zuid-Afrika) |
| .zm   | Zambia                                    | |
| .zw   | Zimbabwe                                  | |

## Altro
| IDNA TLD            | Linguaggio                                    | Parola |
| ------------------- | --------------------------------------------- | --- |
| .xn--0zwm56d        | Caratteri cinesi semplificati (Hanzi)         | 测试. (Esempio.test ICANN: https://web.archive.org/web/20130530041350/http://xn--fsqu00a.xn--0zwm56d/)              |
| .xn--11b5bs3a9aj6g  | Lingua hindi (scrittura Devanagari)           | परीक्षा. (Esempio.test ICANN: https://web.archive.org/web/20131010102249/http://xn--p1b6ci4b4b3a.xn--11b5bs3a9aj6g/)   |
| .xn--80akhbyknj4f   | Lingua russa (alfabeto cirillico)             | испытание. (Esempio.test ICANN: https://web.archive.org/web/20131010073136/http://xn--e1afmkfd.xn--80akhbyknj4f/)   |
| .xn--9t4b11yi5a     | Lingua coreana (scrittura Hangŭl)             | 테스트. (Esempio.test ICANN: https://web.archive.org/web/20131009201036/http://xn--9n2bp8q.xn--9t4b11yi5a/)         |
| .xn--deba0ad        | Lingua yiddish (alfabeto ebraico)             | טעסט. (Esempio.test ICANN: https://web.archive.org/web/20111002054014/http://xn--fdbk5d8ap9b8a8d.xn--deba0ad/)      |
| .xn--g6w251d        | Caratteri cinesi tradizionali (Hanzi)         | 測試. (Esempio.test ICANN: https://web.archive.org/web/20130623235139/http://xn--fsqu00a.xn--g6w251d/)              |
| .xn--hgbk6aj7f53bba | Lingua persiana (alfabeto arabo)              | آزمایشی. (Esempio.test ICANN: https://web.archive.org/web/20130116022803/http://xn--mgbh0fb.xn--hgbk6aj7f53bba/)    |
| .xn--hlcj6aya9esc7a | Lingua tamil (scrittura Tamil)                | பரிட்சை. (Esempio.test ICANN: https://web.archive.org/web/20130618235538/http://xn--zkc6cc5bi7f6e.xn--hlcj6aya9esc7a/) |
| .xn--jxalpdlp       | Lingua greca (alfabeto greco)                 | δοκιμή. (Esempio.test ICANN: https://web.archive.org/web/20130323103917/http://xn--hxajbheg2az3al.xn--jxalpdlp/)    |
| .xn--kgbechtv       | Lingua araba (alfabeto arabo)                 | إختبار. (Esempio.test ICANN: https://web.archive.org/web/20130718052250/http://xn--mgbh0fb.xn--kgbechtv/)           |
| .xn--zckzah         | Lingua giapponese (Kanji, Hiragana, Katakana) | テスト. (Esempio.test ICANN: https://web.archive.org/web/20131010014606/http://xn--r8jz45g.xn--zckzah/)             |

| Altro | Entità                      | Note                                        |
| ----- | --------------------------- | ------------------------------------------- |
| .arpa | Area di Indirizzo e Routing | Si tratta di un'infrastruttura di Internet. |
| .cern | Dominio del CERN di Ginevra | http://home.cern                            |